# Vendée Globe 2004-2005

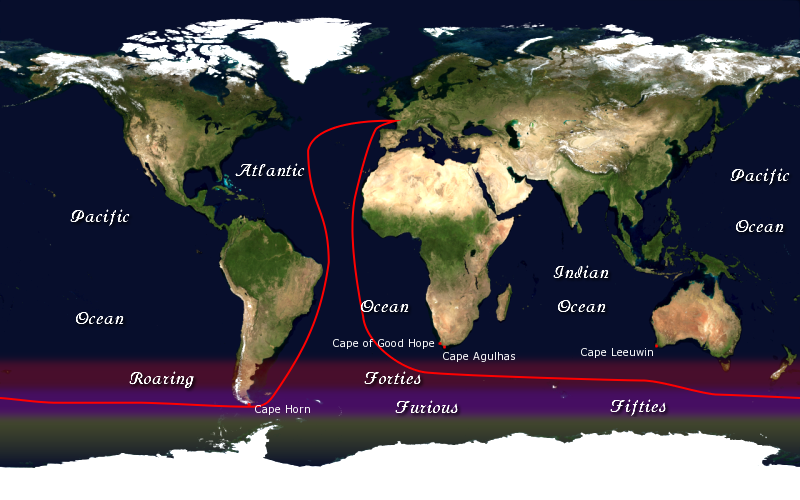
De route van de Vendée Globe

De Vendée Globe 2004-2005 was de vijfde editie van de Vendée Globe, een solowedstrijd non-stop zeilen om de wereld. Twintig boten gingen van start en de Fransman Vincent Riou won de race na 87 dagen zeilen. Dertien boten haalden de finish. 
300.000 mensen waren getuige van de start van de race die voor het eerst plaats had onder rustige weersomstandigheden. Mede hierdoor passeerden de eerste zeilers al na tien dagen de evenaar, drie dagen sneller dan ooit. Alle zeilers waren toen nog in de race. De problemen begonnen zich in de Roaring Forties voor te doen: Alex Thomson moest uitwijken naar Kaapstad om zonder hulp van buitenaf reparaties uit te voeren. Hervé Laurent moest opgeven wegens problemen aan het roer en Thomson moest definitief opgeven. Conrad Humphreys moest voor anker om zijn roer te repareren. De vloot kwam vervolgens in een gebied met ijsbergen terecht waarbij Sébastien Josse een aanvaring met een ervan kreeg. De koppositie wisselde op de terugweg over de Atlantische Oceaan een aantal keer en het bleef tot aan de finish een spannende race. Drie boten eindigden binnen de 29 uur.
| plaats    | zeiler             | boot                        | nationaliteit | tijd | tijd | tijd | tijd |
|           |                    |                             |               | d    | u    | m    | s    |
| --------- | ------------------ | --------------------------- | ------------- | ---- | ---- | ---- | ---- |
| 1         | Vincent Riou       | PRB                         | FRA           | 87   | 10   | 47   | 55   |
| 2         | Jean Le Cam        | Bonduelle                   | FRA           | 87   | 17   | 20   | 8    |
| 3         | Mike Golding       | Ecover                      | GBR           | 88   | 15   | 15   | 13   |
| 4         | Dominique Wavre    | Temenos                     | SUI           | 92   | 17   | 13   | 20   |
| 5         | Sébastien Josse    | VMI                         | FRA           | 93   | 0    | 2    | 10   |
| 6         | Jean-Pierre Dick   | Virbac-Paprec               | FRA           | 98   | 3    | 49   | 38   |
| 7         | Conrad Humphreys   | Hellomoto                   | GBR           | 104  | 14   | 32   | 24   |
| 8         | Joé Seeten         | Arcelor Dunkerque           | FRA           | 104  | 23   | 2    | 45   |
| 9         | Bruce Schwab       | Ocean Planet                | USA           | 109  | 19   | 58   | 57   |
| 10        | Benoît Parnaudeau  | Max Havelaar / Best Western | FRA / CAN     | 116  | 1    | 6    | 54   |
| 11        | Anne Liardet       | ROXY                        | FRA           | 119  | 5    | 28   | 40   |
| 12        | Raphaël Dinelli    | AKENA Vérandas              | FRA           | 125  | 4    | 7    | 14   |
| 13        | Karen Leibovici    | Benefic                     | FRA           | 126  | 8    | 2    | 20   |
| opgegeven |                    |                             |               |      |      |      |      |
|           | Marc Thiercelin    | Pro-Form                    | FRA           |      |      |      |      |
|           | Roland Jourdain    | Sill Véolia                 | FRA           |      |      |      |      |
|           | Alex Thomson       | Hugo Boss                   | GBR           |      |      |      |      |
|           | Patrice Carpentier | VM Matériaux                | FRA           |      |      |      |      |
|           | Nick Moloney       | Skandia                     | AUS           |      |      |      |      |
|           | Hervé Laurent      | UUDS                        | FRA           |      |      |      |      |
|           | Norbert Sedlacek   | Brother                     | AUS           |      |      |      |      |

De tijd staat gegeven in dagen, uren, minuten en seconden.

## Websites
- officiële website

1989-1990 · 1992-1993 · 1996-1997 · 2000-2001 · 2004-2005 · 2008-2009 · 2012-2013 · 2016-2017 · 2020-2021